# Henri II (duc de Bavière)
Pour les articles homonymes, voir Henri II.
Henri II dit le Querelleur (en allemand : Heinrich der Zänker), né vers 951 et mort le 28 août 995 à Gandersheim en Saxe, est un prince de la dynastie des Ottoniens, fils du duc Henri Ier de Bavière et de son épouse Judith. Neveu de l'empereur Otton Ier, il est duc de Bavière de 955 à 976 puis de 985 à 995, et duc de Carinthie de 989 à 995. 

## Origine et famille
Henri II est issu de la lignée bavaroise des Ottoniens, le fils cadet du duc Henri Ier, jeune frère du roi et futur empereur Otton Ier et de son épouse Judith, fille du duc Arnulf Ier de Bavière. Il succède à son père à l'âge de quatre ans sous la régence de sa mère. Sa sœur aînée Hadwige épouse le duc Burchard III de Souabe en 954. 
En 972, Henri épouse lui-même la princesse Gisèle de Bourgogne, nièce de l'impératrice Adélaïde. Par conséquent, les duchés de Bavière et de Souabe ainsi que le royaume de Bourgogne ont des rapports étroits par des liens de parenté. Lors de son accession au trône en 973, le nouveau empereur Otton II, cousin de Henri II, se retrouvait face à un bloc stratégique dans le Sud du Saint-Empire.

## Révoltes
C'est en effet 973, l'année de décès de l'empereur Otton Ier mais aussi du duc Burchard III de Souabe, que ses ambitions sont vues pour la première fois : son beau-frère Burchard ne laisse pas d'enfants bénéficiaires et Henri réclame le patrimoine (son premier fils Henri est né le 6 mai 973) ; en plus, il a nommé son parent Henri évêque d'Augsbourg en éludant ainsi le droit de l'empereur à l'investiture. En contrepartie, Otton II établit son neveu Otton, fils de son frère Liudolf, duc de Souabe. La duchesse Hadwige, toutefois, ne souhaitait pas lui remettre le pouvoir.
Allié à Boleslav II de Bohême, à Mieszko Ier de Pologne et également à un nombre des nobles saxons, Henri II se révolte contre Otton II qui finit par l'emprisonner au palais impérial d'Ingelheim. Plus tard, cependant, l'empereur doit combattre d'autres émeutes en Hainaut et en Cambrésis, ainsi que les forces du roi danois Harald à la dent bleue qui envahissent le Holstein. En 976, Henri a pu fuir à Ratisbonne. Après la défaite essuyée par les troupes du duc, Otton le destitua et saisit l'occasion pour regrouper les domaines au sud-est de l'Empire. Il a créé le nouveau duché de Carinthie qu'il donne à Henri le Jeune, le fils du duc défunt Berthold de Bavière. En même temps, il confia le margraviat d'Autriche (marcha orientalis ou Ostarrīchi) au comte Léopold issu de la maison de Babenberg, un adversaire décidé de Henri II. Le duché de Bavière a dû être cédé à Otton de Souabe. Bien qu'il fût battu et excommunié, Henri II, conjointement avec Henri le Jeune et l'évêque Henri d'Augsbourg, a encouragé la nouvelle insurrection des « trois Henris » mais a été vaincu une fois encore. Après l'échec de sa tentative, l'empereur confia à l'évêque Folcmar d'Utrecht la garde de Henri.
En 983, à l'annonce du décès de l'empereur, Folcmar crut bon de libérer Henri, alors le plus proche parent de l'héritier du trône Otton III, âgé de trois ans. L'année suivante, il s'empare de l'enfant-roi, dont il compte exercer la tutelle. Il s'allie même un temps avec le roi Lothaire de France. Les motifs de Henri ne sont pas toutes clairement identifiés ; selon les chroniques de Dithmar, il s'est fait proclamer roi le dimanche des rameaux à Magdebourg et une fois de plus le dimanche de Pâques à Quedlinbourg (les lieux de sépulture d'Otton Ier et de Henri Ier de Germanie). Néanmoins, le parti de l'impératrice Théophano, la mère de l'enfant appuyée par l'archevêque Willigis de Mayence et par Adélaïde de Bourgogne, triomphe. La paix faite à la diète de Rara, Henri se soumit et récupère son duché de Bavière. En 989, à la mort de Henri le Jeune, il reçoit en plus le duché de Carinthie avec la marche de Vérone.
Le duc régnait jusqu'à sa mort à l'abbaye de Gandersheim où sa sœur Gerberge fut abbesse. Il a été dans l'église collégiale de Gandersheim, une tombe de Henri se trouve à l'abbaye Saint-Emmeran de Ratisbonne.  Quelles que soient les prétentions du Querelleur, c'était son fils Henri qui a été élu roi des Romains en 1002 et sacré empereur en 1014.

## Descendants
Henri épouse la princesse Gisèle de Bourgogne et est le père de :
- Henri II (973-1024), empereur du Saint-Empire ;
- Brun († 1029), évêque d'Augsbourg ;
- Gisèle († 1060), épouse d'Étienne, le premier roi de Hongrie.